# Danielle Mitterrand
Danielle Émilienne Isabelle Mitterrand, nata Gouze (Verdun, 29 ottobre 1924 – Parigi, 22 novembre 2011), è stata una first lady francese, moglie dell'ex presidente della Francia François Mitterrand, e presidentessa della fondazione France Libertés Fondation Danielle Mitterrand.

## Biografia
All'età di diciassette anni, la sua famiglia (i suoi genitori, Antoine Gouze (1885-1958) e Renée Flachot (1890-1971), erano insegnanti) supportò la resistenza francese ed aiutò gli uomini del Maquis. Danielle stessa divenne un ufficiale di collegamento per la Resistenza. In quel periodo la donna incontrò François Mitterrand, e lo sposò il 28 ottobre 1944, dopo la fine della seconda guerra mondiale.
Istituì la fondazione France Libertés Fondation Danielle Mitterrand nel 1986, fondendo tre differenti associazioni minori fondate nel 1981
Dal matrimonio con Mitterrand, la donna ha avuto tre figli: Pascal (morto durante l'infanzia), Jean-Christophe e Gilbert Mitterrand.

## Ideologia
La signora Mitterrand è stata una delle sostenitrici storiche di Cuba e del suo governo marxista-leninista. Ha inoltre supportato i sandinisti, quando il suo defunto marito diede loro sostegno militare nella loro guerra contro le forze appoggiate dagli Stati Uniti in Nicaragua. Si è dimostrata molto critica rispetto alla Turchia, opponendosi alla sua entrata nell'Unione europea, mostrandosi invece solidale con il movimento indipendentista del Kurdistan. La Mitterrand non ha mancato di far sentire la propria voce in sostegno dei popoli sahrāwī, del Subcomandante Marcos, e del popolo tibetano fra gli altri.
La Mitterrand è stata una sostenitrice del "no" in occasione del referendum francese sulla Costituzione Europea del 2005: "Io denuncio il potere dell'economia sulle persone, un sistema che trasforma le persone in elementi di un'equazione economica, non rispetta i poveri ed esclude tutti coloro che non vivono in base al principio della redditività."

## Riconoscimenti
Nel 1996 Danielle Mitterrand è stata la vincitrice del Premio Nord-Sud.